# Albin Vidović
Albin Vodović (ur. 11 lutego 1943 w Zagrzebiu, zm. 8 marca 2018 w Bjelovarze) – chorwacki piłkarz ręczny, zdobywca złotego medalu na letnich igrzyskach olimpijskich w 1972 roku.